# Mallada camptotropus
Mallada camptotropus är en insektsart som beskrevs av X.-k. Yang och Jiang in Jiang et al. 1998. Mallada camptotropus ingår i släktet Mallada och familjen guldögonsländor. Inga underarter finns listade i Catalogue of Life.